# Lloyd Cafe Cadena
Lloyd Cafe Cadena (Parañaque, Filipinas, 22 de septiembre de 1993 - Muntinlupa, Filipinas, 4 de septiembre de 2020) fue un youtuber, vlogger, locutor de radio, escritor social y comediante filipino. Era uno de los youtubers y «creadores de contenido más populares del país», con más de 5,29 millones de suscriptores en la plataforma al momento de su muerte.
El primer video de Lloyd fue su parodia de «Telephone» de Lady Gaga, en su canal "Kween LC Updates" en 2010. Comenzó a hacer vlogs cuando aún era estudiante en 2011. Fue muy popular por sus números cómicos, que grababa ante un característico fondo de video rosa brillante. Durante su vida como productor y gestor de contenido audiovisual, Lloyd Cafe Cadena realizó varias presentaciones en eventos artísticos y culturales como en el YouTube FanFest en 2015, también en el World Trade Center Metro Manila en 2016, donde compartió escenario con otros artistas destacados como Mikey Bustos.
Lloyd Cafe Cadena también realizó varias labores sociales y humanitarias, lo que le llevó a ganar el «Premio al Bien Social» concedido por la organización Creator and Influencer Council of the Philippines. Este premio es «otorgado a quienes utilizan sus recursos e influencia para fomentar la conciencia social y el voluntariado».
Según la página web de datos y estadísticas Social Blade, Lloyd Cafe Cadena presenta 5,87 millones de suscriptores y más de 500 millones de reproducciones en todos sus contenidos. En octubre de 2019, los datos de Lloyd Cafe Cadena fueron publicados en un artículo investigativo realizado por la Universidad Politécnica de Filipinas sobre las estadísticas de YouTube y su efecto en el marketing digital.

## Biografía
Se graduó en administración financiera en el Colegio de San Juan de Letrán y anteriormente estudió en Olivarez College. Como estudiante, trabajó en Alyansa Letranista y el Consejo Estudiantil de Letrán junto con su colega vlogger de YouTube y personalidad de las redes sociales, MacoyDubs.

## Carrera

### Vlogging
Lloyd comenzó su canal principal en 2011 con parodias y comenzó a subir videos para su infame serie "LC Learns". Lloyd saltó a la fama en YouTube al documentar sus viajes, aventuras y "todas las demás cosas locas al azar en las que se meterá mientras explora el mundo con curiosidad", según su biografía de YouTube. Su contenido incluía cocina, unboxing, videos de desafío, bromas y muchos más. Uno de sus vlogs personales alcanzó los tres millones de suscriptores; otros videos en su canal de YouTube han recibido millones de visitas y más de 252 millones de visitas totales en su canal.
Es considerado uno de los pioneros de los vlogs de YouTube en Filipinas. Sus videos acumularon millones de visitas, incluido un desafío de 'último en dejar la piscina' publicado en junio de 2020 y varios videos de cocina. Los videos de Lloyd's registraron fácilmente millones de visitas y su video más popular, "Mga Ganap sa Jeepney (¡LAPTRIP to Bes!)", Una parodia de un viaje típico en jeepney, cuenta con más de diez millones.
También entre sus más vistos están "Mga Ganap sa Loob ng Classroom (Laptrip Ka Dito!)", Una parodia de un aula filipina típica (6,3 millones de visitas), "Maging YouTuber o Artista?" donde charla con las celebridades Alex y Toni Gonzaga (5,32 millones de visualizaciones), "Compraré todo lo que puedas llevar", donde lleva a sus vecinos de compras (5,32 millones de visualizaciones) y el desafío "Épico no se puede decir que no", donde va de compras al centro comercial (5,38 millones de visitas).
Sus canales de Youtube fueron tomados en cuenta para una investigación acerca del impacto de las estadísticas de esta página sobre el marketing digital.

### Publicaciones
Para atraer aún más a los jóvenes a leer, Cadena, junto con otros seis autores Bryan Olano, Albert Apolonio, Marco Pile, Mark Anicas, Rhadson Mendoza, Sic Santos y Angelo Nabor formaron una banda de chicos llamada The Bookmarks en 2013, luego dirigida por PSICOM y Viva. Los Marcadores estaban más interesados en hacer de los eventos de firma de libros un destino divertido para los jóvenes.
También firmó con ABS-CBN Publishing y es autor de libros como Eng Serep Megwele (2014), Hopia (2015), Mahal Ko Na Siya ... Rak Na Itu !!! (2016) y Ex-Rated en 2018.

### Disco radiofónico Jockeying
Se convirtió en Radio DJ en 93.9 iFM para su programa "Gabi ng Hanash" (2014), y en 90.7 Love Radio para su programa "KarLloyd" (2017), junto con Kara Karinyosa, quien también es DJ de Radio y Vlogger de Youtube.

## Bien social
Lloyd Cafe Cadena desde sus comienzos en el mundo de You tube en el año 2011 actuó como referente social en distintos ámbitos sociales dentro de Filipinas. Principalmente se desempeñó en organizar talleres de lectura y escritura para los chicos pobres de su aldea, dos años más tarde formó el grupo "The Bookmarks" que estaba orientado al crecimiento cultural de la sociedad filipina en los menores de edad.
En agosto del año 2020 fue galardonado por "Creator and Influencer Council de Filipinas" premio que se le otorgó por el bien social, y este es solamente otorgado a quienes utilizan sus recursos e influencia para fomentar la conciencia social y el voluntariado.

## Muerte
Cadena murió a los veintiséis años el 4 de septiembre de 2020 tras sufrir un paro cardíaco. Su familia anunció más tarde que también dio positivo por COVID-19. Su muerte se produjo dos semanas antes de cumplir veintisiete años.
Antes de su muerte, Cadena publicó su último tuit en su cuenta de Twitter el 2 de septiembre de 2020, en el que decía "11:11 curando a todos". No estaba claro si el vlogger ya había tenido problemas médicos durante semanas.
Amigos cercanos conocidos, celebridades y compañeros vlogueros expresaron su dolor a través de Twitter y Facebook. "Lloyd fue uno de los YouTuber más divertidos, no tóxicos y humildes que he conocido", dijo la personalidad de Hong Kong, Richard Juan, quien colaboró con Cadena en un video. La estrella filipina de YouTube y amiga, Madame Ely, también tuiteó: "Hoy perdí a mi mejor amigo".
La vloguera de belleza Michelle Dy también lamentó el fallecimiento de Cadena con videos de ella llorando. Ella compartió cómo Cadena nunca se apartó de su lado durante los altibajos de su vida y carrera. La estrella internacional Mariah Carey también envió sus oraciones a la familia y amigos de Cadena, un conocido fanático de la superestrella estadounidense.

## Premios y nominaciones
| Año  | Premio                        | Categoría                           | Resultado | Referencia |
| ---- | ----------------------------- | ----------------------------------- | --------- | ---------- |
| 2013 | Premios Globe Tatt            | Mejor comedia en YouTube            | Ganador   | [ 21 ]     |
| 2016 | LIONHEARTV: Premios RAWR 2016 | Influencer favorito del año         | Ganador   | [ 22 ]     |
| 2017 | Premios Influence Asia        | Premio a la personalidad de YouTube | Ganador   | [ 23 ]     |
| 2020 | Social Good Award             | —                                   | Ganador   | [ 2 ]      |